# Zaplusje
Zaplusje – osiedle typu miejskiego w Rosji, w obwodzie pskowskim. W 2010 roku liczyło 1096 mieszkańców.